# Walter Channing
Walter Channing (Newport, 15 de abril de 1786-27 de julio de 1876) fue un médico y profesor de medicina estadounidense.

## Biografía
Nació en Newport, Rhode Island, siendo hermano del predicador William Ellery Channing y de su compañero profesor de Harvard, Edward Tyrrel Channing. Ingresó a la Universidad de Harvard en 1804, pero fue expulsado debido a su participación en la "pelea del repollo podrido" en Harvard. Después de estudiar medicina en Boston y Filadelfia, recibió su diploma en la Universidad de Pensilvania y luego estudió en la Universidad de Edimburgo, donde también se licenció. También estudió en los hospitales Guy's y St. Thomas' de Londres. Comenzó a ejercer en Boston en 1812 y ese mismo año se convirtió en profesor de obstetricia en Harvard.
Fue el primer profesor de obstetricia y jurisprudencia médica en la Universidad de Harvard (entonces llamada Harvard College), cargo que ocupó desde 1815 hasta 1854. En 1832, cofundó el Boston Lying-in Hospital para mujeres indigentes (ahora Brigham and Women's Hospital). En 1821 se convirtió en asistente del Dr. James Jackson como médico del recién creado Hospital General de Massachusetts, y continuó allí durante casi veinte años.
Fue elegido miembro de la Academia Estadounidense de Artes y Ciencias en 1818. Fue uno de los primeros médicos estadounidenses en emplear anestesia durante el parto y escribió un tratado a su favor, sirviendo como el principal defensor estadounidense de esta práctica en ese momento. Fundó y fue el primer presidente de la Sociedad de Ayuda a los Prisioneros Liberados de Massachusetts en 1846.

### Vida personal
Su hijo fue el poeta William Ellery Channing. Estuvo casado con Eliza Wainwright Channing desde 1831 hasta su muerte en 1834. Falleció en Brookline, Massachusetts, en 1876.

## Publicaciones
- Discurso sobre la prevención del pauperismo (1843)
- Tratado sobre la eterización en el parto, ilustrado con 581 casos (1849)
- Reminiscencias profesionales de viajes al extranjero (1851)
- Nuevo y viejo (1851)
- Poemas varios (1851)
- Las vacaciones de un médico o un verano en Europa (1856)
- Reforma de la ciencia médica (1857)

## Otras lecturas
- Amelie Kass, Partería y medicina en Boston: Walter Channing, MD, 1786–1876 . Prensa de la Universidad del Noreste, 2001.